# House at 90 Prospect Street
Das House at 90 Prospect Street ist ein historisches Haus in Wakefield und steht im Middlesex County im US-Bundesstaat Massachusetts. Das Haus wurde 1913 erbaut, und vom Architekten Harland O. Perkins konzipiert, im Stil des englischen Cottages. Die Innenraumgestaltung ist in Stuck gehalten.
Die Zeit der Bedeutsamkeit des Hauses erstreckt sich von 1900 bis 1924. Wie der Name schon aussagt, befindet sich das Haus an der Prospect Street Nummer 90, und ist in Privatbesitz.
Das Gebäude wurde am 6. Juli 1989 vom National Register of Historic Places mit der Nummer 89000736 in die Register aufgenommen.